# Parabathymyrus brachyrhynchus
Parabathymyrus brachyrhynchus és una espècie de peix pertanyent a la família dels còngrids.

## Descripció
- Pot arribar a fer 33 cm de llargària màxima.[3]

## Hàbitat
És un peix marí i batidemersal.

## Distribució geogràfica
Es troba al Pacífic occidental central: les illes Filipines.

## Observacions
És inofensiu per als humans.